# Nermin Haskić
Nermin Haskić (* 27. června 1989, Banovići, SFR Jugoslávie) je bosenský fotbalový útočník od roku 2020 hráč japonského klubu Omiya Ardija. Má na svém kontě i start za bosenský fotbalový národní tým.

## Klubová kariéra
Svoji fotbalovou kariéru začal v FK Budućnost Banovići. Mezi jeho další angažmá patří: FK Sarajevo, FK Voždovac a MFK Košice. V sezóně 2013/14 vyhrál s Košicemi slovenský fotbalový pohár, ve finále 1. května 2014 jeho mužstvo porazilo ŠK Slovan Bratislava 2:1.
1. září 2015 přestoupil z tehdy druholigových Košic do prvoligového slovenského mužstva MŠK Žilina. V sezóně 2016/17 Fortuna ligy získal se Žilinou titul.

V únoru 2017 odešel na hostování do polského druholigového klubu Podbeskidzie Bielsko-Biała.
V červnu 2017 se dohodl na přestupu ze Žiliny do MFK Ružomberok.

## Reprezentační kariéra
Haskić debutoval v A-týmu Bosny a Hercegoviny 16. 12. 2011 v přátelském zápase proti Polsku (porážka 0:1, hrálo se v turecké Antalyi). Je to jeho jediný reprezentační start (k září 2015).